# Treibhausgas

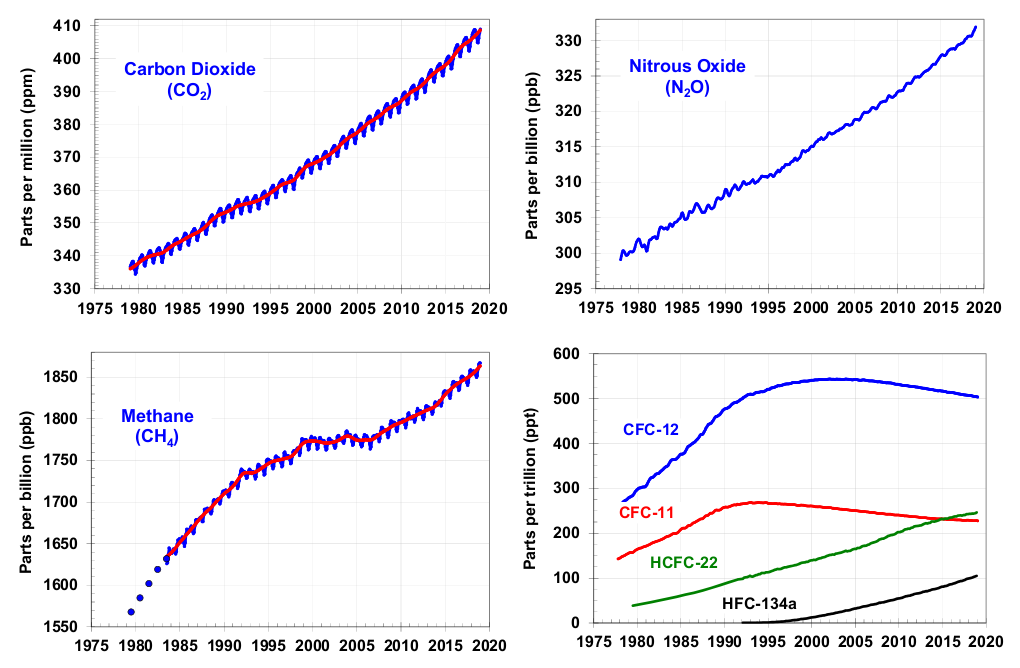
Entwicklung des Anteils von Treibhausgasen in der Erdatmosphäre seit 1978 bzw. 1979

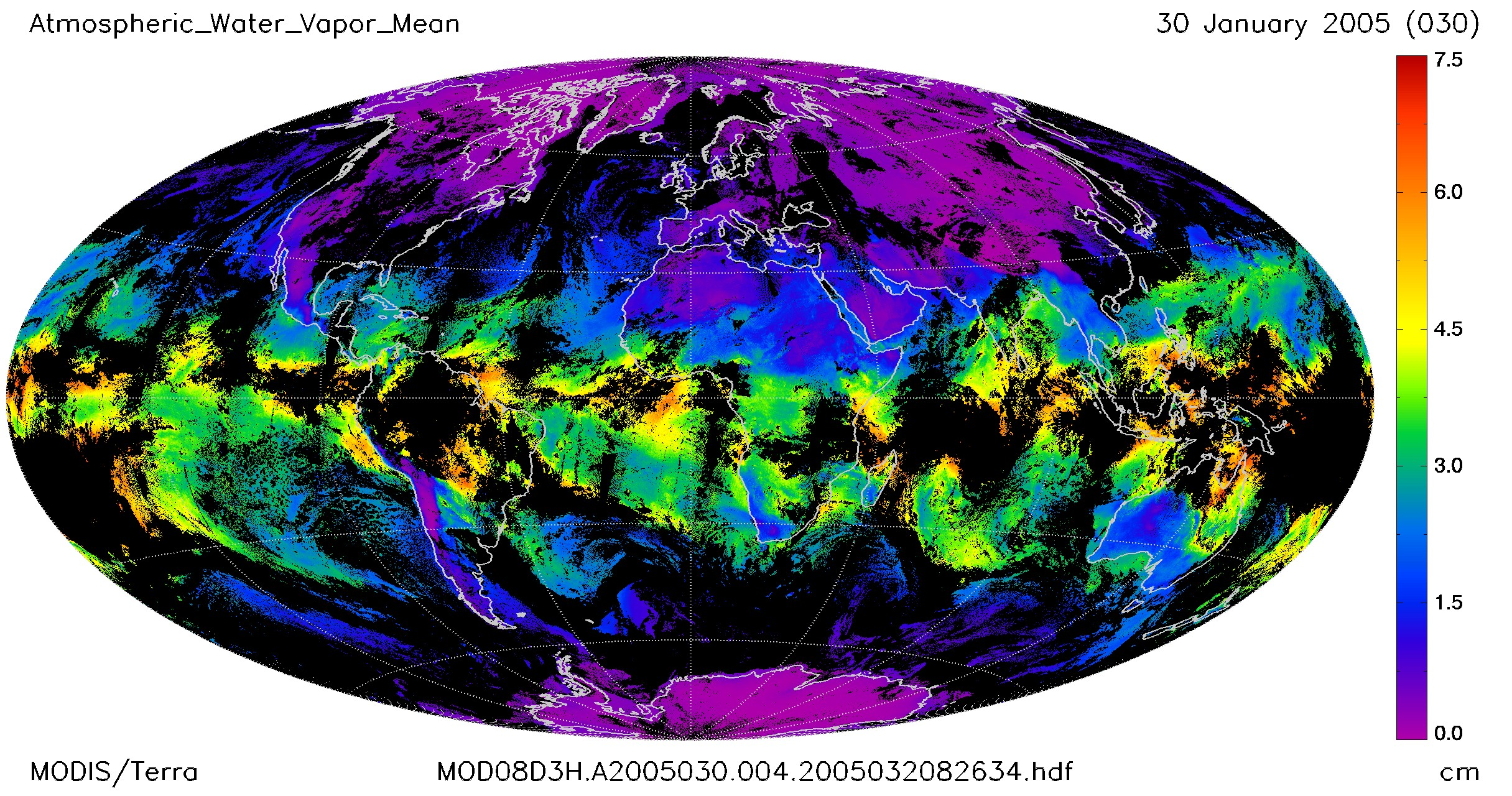
Verteilung des Wasserdampfs in der Erdatmosphäre an einem bestimmten Tag. Die Wasserdampfmenge der gesamten Luftsäule über der Erdoberfläche wird als Dicke einer daraus kondensierbaren Wasserschicht in cm angegeben.

Anteil verschiedener Treibhausgas-Emissionen nach menschlichen Verursachern im Jahr 2000. Große Grafik: alle Treibhausgase

Treibhausgase (THG) sind Spurengase, die zum Treibhauseffekt eines Planeten beitragen. Sie absorbieren einen Teil der von der Planetenoberfläche abgegebenen langwelligen Wärmestrahlung (Infrarote oder Thermische Strahlung), die sonst unmittelbar ins Weltall abgegeben werden würde. Die dabei aufgenommene Energie emittieren sie entsprechend ihrer lokalen Temperatur. Der dabei zur Planetenoberfläche gerichtete Anteil dieser Strahlung wird atmosphärische Gegenstrahlung genannt. Diese erwärmt die Oberfläche zusätzlich zum kurz- bis langwelligen direkten Sonnenlicht. Auf der Erde vollzieht sich dieser Effekt in der Troposphäre. Die beteiligten Treibhausgase können sowohl natürlichen Ursprungs sein, als auch durch menschliche Aktivitäten (anthropogen) entstanden sein.
Die natürlichen Treibhausgase, insbesondere Wasserdampf, heben die durchschnittliche Temperatur an der Erdoberfläche um etwa 33 Grad auf +15 °C an. Ohne diesen natürlichen Treibhauseffekt hätte die Erdoberfläche im globalen Mittel nur eine Temperatur von −18 °C, was höher organisiertes Leben auf der Erde kaum möglich machen würde.
Der gegenwärtige, anthropogen verursachte Anstieg der Konzentration verschiedener Treibhausgase, insbesondere von Kohlenstoffdioxid (CO2), verstärkt den natürlichen Treibhauseffekt und führt zur globalen Erwärmung, die ihrerseits mit zahlreichen Folgen verbunden ist. Diesen zusätzlichen, menschlich verursachten Anteil am Treibhauseffekt bezeichnet man als anthropogenen Treibhauseffekt.
In der Klimarahmenkonvention erklärte 1992 die Staatengemeinschaft, die Treibhausgaskonzentrationen auf einem Niveau stabilisieren zu wollen, auf dem eine gefährliche Störung des Klimasystems verhindert wird. Sie vereinbarte im Kyoto-Protokoll (1997) und dem Übereinkommen von Paris (2015) die Begrenzung und Minderung ihrer Treibhausgasemissionen. Die Konzentrationen der wichtigsten langlebigen Treibhausgase Kohlenstoffdioxid (CO2), Methan (CH4) und Lachgas (N2O) steigen unterdessen an. Die Konzentration von CO2 stieg seit Beginn der Industrialisierung um 44 % auf rund 410 ppm (Stand 2019), den höchsten Wert seit mindestens 800.000 Jahren. Hauptursache ist die Nutzung fossiler Brennstoffe. Die energiebedingten CO2-Emissionen wuchsen im Jahr 2018 mit einer Rekordrate von 1,7 %. Die atmosphärische Konzentration von Methan stieg 2017 auf über 1850 ppb, die von Lachgas auf etwa 330 ppb.

## Treibhausgase des Kyoto-Protokolls
| \| Staat \| insgesamt (Mio. t CO2-eq) \| Anteil an weltweiter Emission \| Zuwachs seit 1990 \| pro Person (t) \| \| ---------------------------- \| ------------------------- \| ----------------------------- \| ----------------- \| -------------- \| \| China \| 12355 \| 0 26,0 % \| +283 % \| 0 8,9 \| \| USA \| 06024 \| 0 12,7 % \| +1 % \| 18,4 \| \| Indien \| 03375 \| 0 7,10 % \| +175 % \| 0 2,5 \| \| Russland \| 02543 \| 0 5,35 % \| −22 % \| 17,6 \| \| Japan \| 01187 \| 0 2,50 % \| +0 % \| 0 9,4 \| \| Brasilien \| 01033 \| 0 2,17 % \| +74 % \| 0 4,9 \| \| Indonesien \| 00970 \| 0 2,04 % \| +91 % \| 0 3,6 \| \| Iran \| 00828 \| 0 1,74 % \| +217 % \| 10,1 \| \| Deutschland \| 00806 \| 0 1,70 % \| −31 % \| 0 9,7 \| \| Kanada \| 00725 \| 0 1,52 % \| +29 % \| 19,6 \| \| Südkorea \| 00719 \| 0 1,51 % \| +151 % \| 13,9 \| \| Mexiko \| 00680 \| 0 1,43 % \| +73 % \| 0 5,4 \| \| Saudi-Arabien \| 00638 \| 0 1,34 % \| +235 % \| 18,9 \| \| Australien \| 00615 \| 0 1,29 % \| +22 % \| 24,6 \| \| Südafrika \| 00513 \| 0 1,08 % \| +64 % \| 0 8,9 \| \| Türkei \| 00503 \| 0 1,06 % \| +144 % \| 0 6,1 \| \| Vereinigtes Königreich \| 00452 \| 0 0,95 % \| −40 % \| 0 6,8 \| \| Pakistan \| 00431 \| 0 0,91 % \| +172 % \| 0 2,0 \| \| Frankreich \| 00423 \| 0 0,89 % \| −16 % \| 0 6,3 \| \| Thailand \| 00 417 \| 0 0,88 % \| +161 % \| 0 6,0 \| \| Italien \| 00400 \| 0 0,84 % \| −19 % \| 0 6,6 \| \| Polen \| 00390 \| 0 0,82 % \| −12 % \| 10,3 \| \| Vietnam \| 00377 \| 0 0,79 % \| +419 % \| 0 3,9 \| \| Argentinien \| 00366 \| 0 0,77 % \| +50 % \| 0 8,2 \| \| Ägypten \| 00329 \| 0 0,69 % \| +154 % \| 0 3,3 \| \| Spanien \| 00327 \| 0 0,69 % \| +19 % \| 0 7,0 \| \| Nigeria \| 00311 \| 0 0,65 % \| +55 % \| 0 1,6 \| \| Malaysia \| 00307 \| 0 0,64 % \| +239 % \| 0 9,7 \| \| Ukraine \| 00275 \| 0 0,58 % \| −70 % \| 0 6,2 \| \| Kasachstan \| 00274 \| 0 0,58 % \| −11 % \| 15,0 \| \| Vereinigte Arabische Emirate \| 00263 \| 0 0,55 % \| +278 % \| 27,3 \| \| Welt \| 47552 \| 0100 % \| +55 % \| 6,3 \| \| EU (27) \| 3567 \| 07,50 % \| −22 % \| 7,9 \| |                           |                               |                   |                |
| Die 20 größten Emittenten, nach Emissionen pro Einwohner |                           |                               |                   |                |
| Stand: 2021; Quelle: WRI, CAIT Climate Data Explorer Alle Angaben ohne Veränderungen der Landnutzung. Für eine vollständige Auflistung siehe die Liste der Länder nach Treibhausgas-Emissionen. |                           |                               |                   |                |
| Staat | insgesamt (Mio. t CO2-eq) | Anteil an weltweiter Emission | Zuwachs seit 1990 | pro Person (t) |
| China | 12355                     | 0 26,0 %                      | +283 %            | 0 8,9          |
| USA | 06024                     | 0 12,7 %                      | +1 %              | 18,4           |
| Indien | 03375                     | 0 7,10 %                      | +175 %            | 0 2,5          |
| Russland | 02543                     | 0 5,35 %                      | −22 %             | 17,6           |
| Japan | 01187                     | 0 2,50 %                      | +0 %              | 0 9,4          |
| Brasilien | 01033                     | 0 2,17 %                      | +74 %             | 0 4,9          |
| Indonesien | 00970                     | 0 2,04 %                      | +91 %             | 0 3,6          |
| Iran | 00828                     | 0 1,74 %                      | +217 %            | 10,1           |
| Deutschland | 00806                     | 0 1,70 %                      | −31 %             | 0 9,7          |
| Kanada | 00725                     | 0 1,52 %                      | +29 %             | 19,6           |
| Südkorea | 00719                     | 0 1,51 %                      | +151 %            | 13,9           |
| Mexiko | 00680                     | 0 1,43 %                      | +73 %             | 0 5,4          |
| Saudi-Arabien | 00638                     | 0 1,34 %                      | +235 %            | 18,9           |
| Australien | 00615                     | 0 1,29 %                      | +22 %             | 24,6           |
| Südafrika | 00513                     | 0 1,08 %                      | +64 %             | 0 8,9          |
| Türkei | 00503                     | 0 1,06 %                      | +144 %            | 0 6,1          |
| Vereinigtes Königreich | 00452                     | 0 0,95 %                      | −40 %             | 0 6,8          |
| Pakistan | 00431                     | 0 0,91 %                      | +172 %            | 0 2,0          |
| Frankreich | 00423                     | 0 0,89 %                      | −16 %             | 0 6,3          |
| Thailand | 00 417                    | 0 0,88 %                      | +161 %            | 0 6,0          |
| Italien | 00400                     | 0 0,84 %                      | −19 %             | 0 6,6          |
| Polen | 00390                     | 0 0,82 %                      | −12 %             | 10,3           |
| Vietnam | 00377                     | 0 0,79 %                      | +419 %            | 0 3,9          |
| Argentinien | 00366                     | 0 0,77 %                      | +50 %             | 0 8,2          |
| Ägypten | 00329                     | 0 0,69 %                      | +154 %            | 0 3,3          |
| Spanien | 00327                     | 0 0,69 %                      | +19 %             | 0 7,0          |
| Nigeria | 00311                     | 0 0,65 %                      | +55 %             | 0 1,6          |
| Malaysia | 00307                     | 0 0,64 %                      | +239 %            | 0 9,7          |
| Ukraine | 00275                     | 0 0,58 %                      | −70 %             | 0 6,2          |
| Kasachstan | 00274                     | 0 0,58 %                      | −11 %             | 15,0           |
| Vereinigte Arabische Emirate | 00263                     | 0 0,55 %                      | +278 %            | 27,3           |
| Welt | 47552                     | 0100 %                        | +55 %             | 6,3            |
| EU (27) | 3567                      | 07,50 %                       | −22 %             | 7,9            |

Im Kyoto-Protokoll wurde ein völkerrechtlich verbindliches Abkommen zur Reduzierung des anthropogenen Ausstoßes von wichtigen Treibhausgasen (der direkten Treibhausgase) beschlossen. Die im Kyoto-Protokoll reglementierten Gase sind:
- Kohlendioxid (CO2) dient als Referenzwert,
- Methan (CH4),
- Distickstoffoxid (Lachgas, N2O),
- fluorierte Treibhausgase (F-Gase), die aufgrund ihrer Verweildauer in der Atmosphäre ein größeres Treibhauspotenzial aufweisen: teilhalogenierte Fluorkohlenwasserstoffe (H-FKW/HFC), perfluorierte Kohlenwasserstoffe (FKW/PFC), Schwefelhexafluorid (SF6).
- Seit 2012 wird auch Stickstofftrifluorid (NF3) reglementiert.[9]

Andere Treibhausgase, die indirekten Treibhausgase, wie z. B. Kohlenstoffmonoxid (CO), Stickoxide (NOx) oder flüchtige Kohlenwasserstoffe ohne Methan (sogenannte NMVOC), sind im Montreal-Protokoll geregelt, weil sie zur Zerstörung der Ozonschicht beitragen.
Das Ziel, die Emissionen der an Phase I des Kyoto-Protokolls teilnehmenden Industrieländer um 5,2 % gegenüber 1990 zu senken, wurde zwar erreicht. Diese Emissionsminderungen reichen aber bei weitem nicht, um den Temperaturanstieg auf 2 °C zu begrenzen. Die USA verweigerten die Unterzeichnung des Kyoto-Protokolls – allerdings gibt es hier auf kommunaler und bundesstaatlicher Ebene Anstrengungen. So war 2013 Kalifornien auf dem Weg, sein selbst gestecktes Minderungsziel zu erreichen, im Jahr 2020 nicht mehr Treibhausgase als 1990 auszustoßen. China und Indien unterlagen keinen Minderungsverpflichtungen. Andere Staaten, wie Japan, erreichten ihre Minderungsziele nicht. Kanada trat aus dem Protokoll aus und entging so Strafzahlungen für das Verfehlen seiner Minderungsziele.

### Kohlenstoffdioxid
Kohlenstoffdioxid (CO2) ist mit einem Anteil von etwa 0,04 % (ca. 410 ppm, Stand 2019) in der Atmosphäre enthalten und hat einen Anteil von 9 bis 26 % am natürlichen Treibhauseffekt.
Die geo- und biogene, also natürliche CO2-Produktion beträgt ca. 550 Gt pro Jahr. Dieser steht im Kohlenstoffzyklus ein fast gleich hoher natürlicher Verbrauch, insbesondere durch Photosynthese, aber auch durch Bindung in kalkbildenden Organismen gegenüber.
Kohlenstoffdioxid entsteht u. a. bei der „Verbrennung fossiler Energieträger“ (durch Verkehr, Heizen, Stromerzeugung, Industrie). Seine mittlere atmosphärische Verweilzeit beträgt ca. 120 Jahre. Der weltweite anthropogene CO2-Ausstoß betrug im Jahr 2006 ca. 32 Gigatonnen (Gt) und macht etwa 60 % des vom Menschen verursachten zusätzlichen Treibhauseffekts aus.
Die Emissionen aus menschlicher Aktivität haben die Konzentration von CO2 in der Erdatmosphäre seit Beginn der Industrialisierung von 280 ppm um über 40 % auf deutlich über 400 ppm (2019) ansteigen lassen. Damit ist die gegenwärtige Konzentration höher als in den letzten 800.000 Jahren. Wahrscheinlich traten auch während der letzten 14 Millionen Jahre (seit dem Klimaoptimum des Mittleren Miozäns) keine signifikant höheren CO2-Werte als im bisherigen 21. Jahrhundert auf.
CO2 besitzt eine jahrzehntelange Verweildauer in der Atmosphäre. Anthropogen emittiertes Kohlendioxid wird in der Erdatmosphäre durch die natürlichen physikalischen und biogeochemischen Prozesse im Erdsystem nur sehr langsam abgebaut. Das deutsche Bundesumweltamt geht davon aus, dass nach 1000 Jahren noch etwa 15 bis 40 Prozent in der Atmosphäre übrig ist. Der gesamte Abbau würde jedoch mehrere hunderttausend Jahre andauern.
Eine Reihe natürlich stattfindender Prozesse dienen als Senke des atmosphärischen Kohlendioxids (d. h. sie entfernen CO2 aus der Atmosphäre); die anthropogene Zunahme der Konzentration kann aber nur über Zeiträume von Jahrhunderten und Jahrzehntausenden kompensiert werden. Diese Prozesse können aktuell den seit Mitte des 19. Jahrhunderts laufenden Anstieg der CO2-Konzentration nur dämpfen, nicht aber kompensieren. Der Grad der Bindung zusätzlichen Kohlenstoffdioxides ist ein Unsicherheitsfaktor bei der Parametrisierung von Klimamodellen.
Die erhöhte Aufnahme durch Land- und Meerespflanzen im Rahmen ihrer Photosyntheseleistung ist der am schnellsten wirkende Mechanismus, der den Anstieg der atmosphärischen Gaskonzentration dämpft und unmittelbar wirkt. So wurde im Jahr 2010 von der Biosphäre doppelt so viel vom Menschen zusätzlich freigesetztes Kohlenstoffdioxid resorbiert wie im Jahr 1960, während sich die Emissionsrate jedoch vervierfachte.
Der zweitschnellste Mechanismus ist die Lösung des Gases im Meerwasser, ein Prozess, der über einen Zeitraum von Jahrhunderten wirkt, da die Ozeane lange Zeit brauchen, um sich zu durchmischen. Die Lösung eines Teils des zusätzlichen Kohlenstoffdioxids im Meer dämpft zwar den Treibhauseffekt, führt aber durch die Bildung von Kohlensäure zu niedrigeren pH-Werten des Wassers (Versauerung der Meere). Es folgt die Reaktion des sauren Meerwassers mit dem Kalk der Ozeansedimente. Über einen Zeitraum von Jahrtausenden wird dadurch Kohlenstoffdioxid dem Kreislauf entzogen.
Die am langsamsten wirkende Reaktion ist die Verwitterung von Gestein, ein Prozess, der sich über Jahrhunderttausende erstreckt. Klimasimulationen deuten darauf hin, dass sich aufgrund der langen Zeitkonstante der letztgenannten Prozesse die von erhöhter Kohlenstoffdioxidkonzentration aufgeheizte Erde nur um ca. 1 K pro 12.000 Jahre abkühlen wird.

### Methan

Anthropogene Methan-Emissionen weltweit:
5,9 Mrd. t CO_{2}-Äquivalente

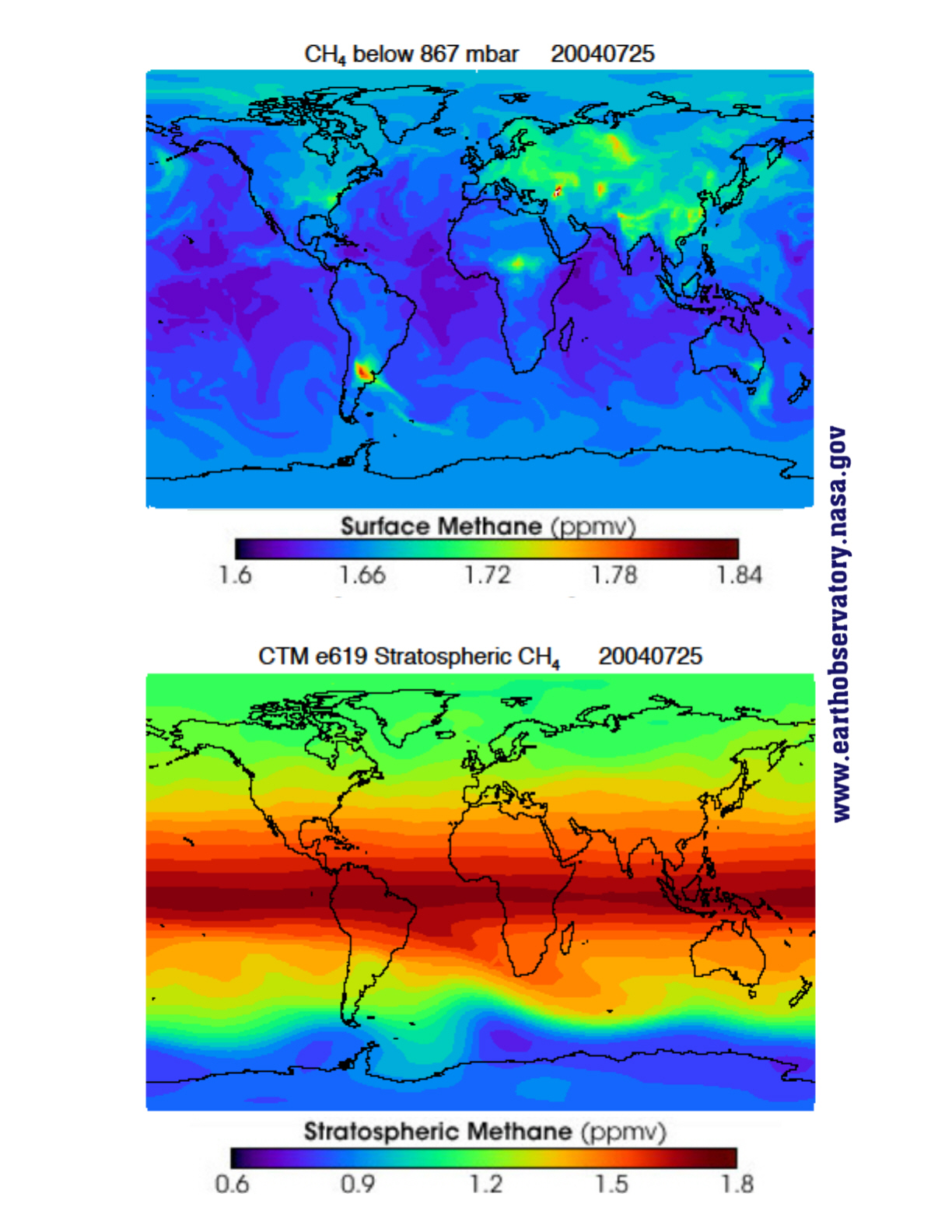
Ausbreitung der Methan-Emissionen in der Erdatmosphäre

Methan (CH4) kommt in der Erdatmosphäre ebenfalls nur spurenweise vor (< 2 ppm). Anthropogenes Methan entsteht circa zur einen Hälfte in der globalen Land- und Forstwirtschaft und anderweitiger Nutzung von Land und Biomaterial, in der Tierproduktion (vor allem bei Wiederkäuern wie Rindern, Schafen und Ziegen), in Klärwerken und Mülldeponien. Zur anderen Hälfte wird es im industriellen Bereich durch Leckagen bei Förderung, Transport und Verarbeitung vor allem von Erdgas und bei der unvollständigen Verbrennung beim Abfackeln von technisch nicht verwertbaren Gasen frei. Darüber hinaus wird Methan auch aus vielen nicht-fließenden Wasserflächen (z. B. Reisfeldern) freigesetzt, hier wird organisches Material von Mikroorganismen (z. B. Archaeen) anaerob zu Faulgasen (vorwiegend Methan) zersetzt.
Etwa 20 % aller Methan-Emissionen stammen aus Binnengewässern, wo auch die Büschelmücken einen Teil der Emissionen verursachen. Sie nutzen die Gase aus den Sedimenten als Auftriebsmittel, wenn sie zum Fressen an die Wasseroberfläche gehen.
Ein indirekter Effekt ist die Freisetzung beim Auftauen von Permafrostboden. Eine weitere solche Quelle ist in großen Mengen an und in den Kontinentalrändern untermeerisch lagerndes Methanhydrat, ein Feststoff, der bei Erwärmung in Methan und Wasser zerfällt.
Methan trägt aufgrund seiner hohen Wirkung (25-mal wirksamer als CO2) mit rund 20 % zum anthropogenen Treibhauseffekt bei. Die Verweilzeit in der Atmosphäre ist mit 9 bis 15 Jahren deutlich kürzer als bei CO2. Von der weltweit anthropogen emittierten Methan-Menge (etwa 5,9 Gt CO2-Äquivalent) stammen bis etwa 37 % direkt oder indirekt aus der Viehhaltung. Davon wiederum stammt der größte Teil aus Fermentationsprozessen im Magen von Wiederkäuern. In Deutschland stammten nach Angaben des Umweltbundesamts 2013 rund 54 % der gesamten Methan-Emissionen und über 77 % der Lachgas-Emissionen aus der Landwirtschaft.
Der globale mittlere Methan-Gehalt der Erdatmosphäre hat sich seit vorindustriellen Zeiten (1750) von rund 700 ppb auf 1.750 ppb im Jahr 1999 erhöht. Zwischen 1999 und 2006 blieb der Methan-Gehalt der Atmosphäre weitgehend konstant, stieg aber seither wieder signifikant auf über 1800 ppb. Es ist damit weit mehr Methan in der Atmosphäre als jemals während der letzten 650.000 Jahre – in dieser Zeit schwankte der Methangehalt zwischen 320 und 790 ppb, wie anhand der Untersuchung von Eisbohrkernen nachgewiesen werden konnte.
Die Methan-Konzentrationen stiegen dabei zwischen 2000 und 2006 jährlich um etwa 0,5 Teilchen pro Milliarde, danach mit der mehr als zehnfach höheren Rate. Für 2021 verzeichnete die Weltorganisation für Meteorologie (WMO) den höchsten Anstieg der Methan-Konzentration in der Atmosphäre seit Beginn der systematischen Messungen. Besonders ausgeprägt war der Anstieg in den tropischen Regionen.
Durch den Klimawandel könnten die Treibhausgasemissionen der nördlichen Süßwasserseen um das 1,5- bis 2,7-fache steigen. Dies da durch die globale Erwärmung die Vegetationsbedeckung in Wäldern der nördlichen Breiten zunimmt und dadurch mehr organische Moleküle in die Gewässer gelangen, welche von Mikroben in den Seesedimenten abgebaut werden. Bei diesem Abbauprozess werden Kohlendioxid und Methan als Nebenprodukte freigesetzt.
Zahlreiche Bohrungen, die zum Zweck des Fracking in den Vereinigten Staaten angelegt wurden, wurden verlassen, und durch die Bohrstellen treten oftmals Giftstoffe und Treibhausgase aus, insbesondere auch Methan. Laut der New York Times schätzt die Regierung der USA die Zahl der aufgegebenen Bohrstellen auf mehr als 3 Millionen, und 2 Millionen davon seien nicht sicher verschlossen.
Obschon auch Methan das Klima erwärmt, kann wegen der kurzen Verweilzeit von Methan in der Atmosphäre nur die Senkung von Kohlendioxid-Emissionen langfristig Abhilfe gegen die Klimaerwärmung schaffen.

### Distickstoffmonoxid (Lachgas)

Anthropogene Lachgas-Emissionen weltweit in Mrd. t CO_{2}-Äquivalent, Gesamtsumme 3,4 Mrd. t, Quelle

Lachgas (N2O) ist ein Treibhausgas, dessen Treibhauswirksamkeit 298-mal so groß ist wie die von CO2. Laut dem 2019 veröffentlichten Sonderbericht über Klimawandel und Landsysteme gehen 82 % der menschengemachten Lachgas-Emissionen auf die Landnutzung zurück. Verglichen mit der konventionellen Landwirtschaft entstehen bei der ökologischen Landwirtschaft rund 40 % weniger Lachgas pro Hektar.
Menschenverursachte Emissionen stammen hauptsächlich aus der Landwirtschaft (Viehhaltung, Düngemittel und Anbau von Leguminosen, Biomasse), weniger aus der Medizintechnik sowie aus mit fossilen Brennstoffen betriebenen Kraftwerken und dem Verkehr. Die wichtigste Quelle für N2O sind mikrobielle Abbauprozesse von Stickstoffverbindungen in den Böden. Diese erfolgen sowohl unter natürlichen Bedingungen als auch durch Stickstoffeintrag aus Landwirtschaft (Gülle), Industrie und Verkehr.
Die Lachgasentstehung ist bislang noch unzureichend erforscht. Bekannt ist jedoch, dass insbesondere bei schweren, überdüngten und feuchten Böden besonders viel N2O in die Luft entweicht. Eine neuere Studie zeigt, dass dies auch bei trockenen Böden der Fall ist. Auch der Niederschlag von Ammonium-Stickstoff aus der Luft, der von Gülleverdunstungen herrührt, kann zur Bildung von Lachgas beitragen.
Mit einer mittleren atmosphärischen Verweilzeit von 114 Jahren und einem relativ hohen Treibhauspotenzial ist es ein klimarelevantes Gas. Der Abbau des N2O erfolgt im Wesentlichen durch Reaktion mit dem Sonnenlicht in der Stratosphäre. Der Volumenanteil stieg von vorindustriell 270 ppbV um etwa 20 % auf 322–323 ppbV (2010). Die heutigen Konzentrationen sind höher als alle, die in bis zu 800.000 Jahre zurückreichenden Eisbohrkernen nachgewiesen wurden. Der Beitrag von Lachgas zum anthropogenen Treibhauseffekt beträgt heute schätzungsweise 6 bis 9 %.
N2O spielt auch eine Rolle bei Vorgängen in der Ozonschicht, die ihrerseits auf den Treibhauseffekt wirken: Die z. B. durch Halogen-Radikale katalysierte Spaltung von Ozon führt in der unteren Stratosphäre zu einer Reihe von chemischen Prozessen, in denen Methan, Wasserstoff und flüchtige organische Stoffe oxidiert werden. N2O ist insbesondere bei Kälte und Dunkelheit in der Lage, mit den Radikalen sogenannte Reservoirspezies zu bilden, wodurch die Radikale vorübergehend für den Ozonabbau unwirksam werden (siehe Ozonloch).
Im Dezember 2015 wurde die Nitric Acid Climate Action Group vom Bundesumweltministerium gegründet. Durch diese Initiative soll der Ausstoß von Lachgas in der Industrie bis 2020 weltweit gestoppt werden. Im September 2016 hat sich der Verband der Chemischen Industrie (VCI) dieser Initiative angeschlossen. In der Industrie entsteht Lachgas z. B. bei der Produktion des Vitamins Niacin. Bei dem Chemiekonzern Lonza belaufen sich die Lachgasemissionen auf rund 600.000 Tonnen CO2-Äquivalente pro Jahr, was rund einem Prozent des jährlichen Treibhausgasausstoßes der Schweiz entspricht.

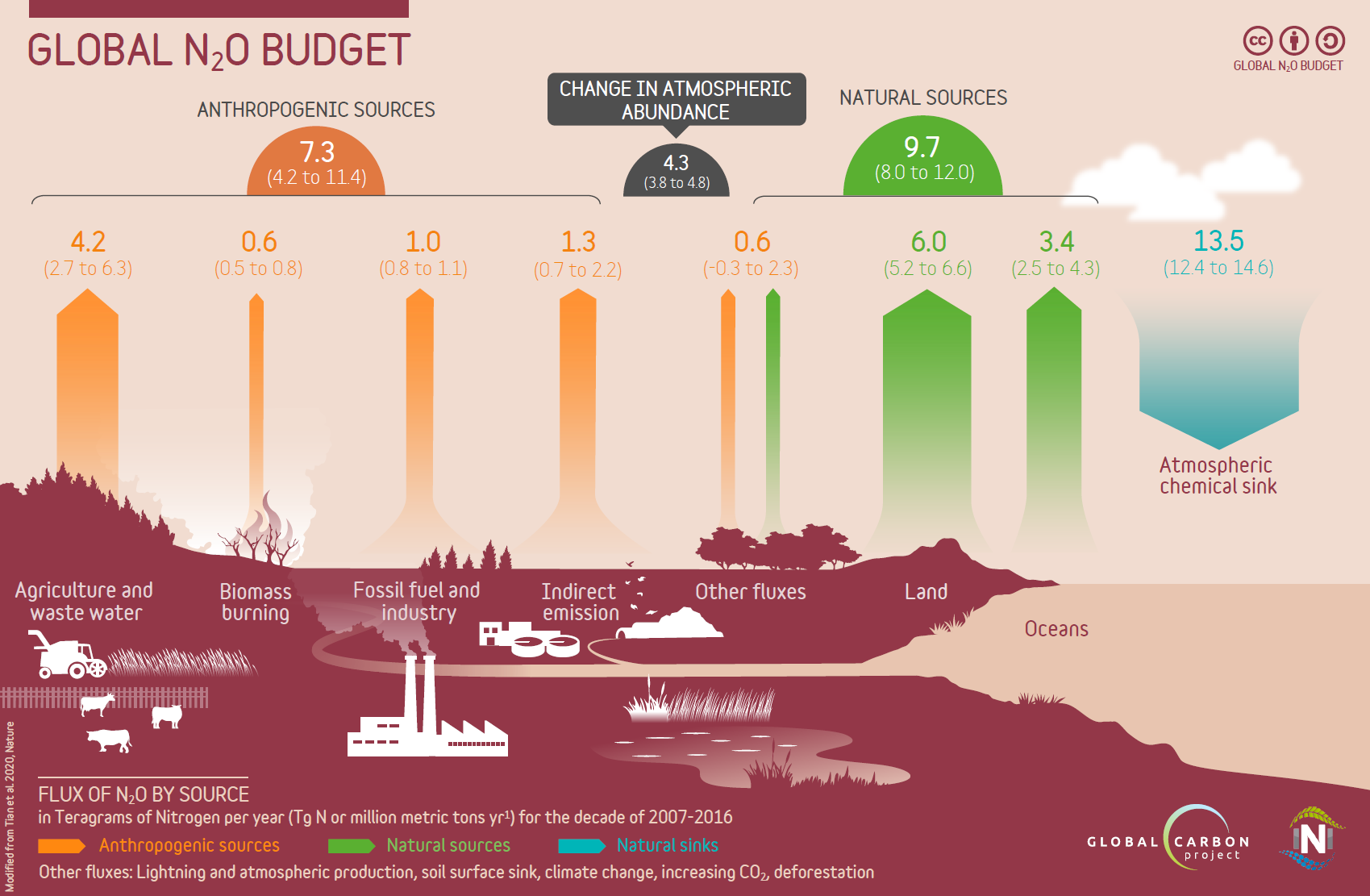
Infografik zu den Emissions-Quellen und -Senken

Die vom Menschen verursachten Lachgas-Emissionen, die die Hauptursache für den Anstieg der atmosphärischen Konzentrationen sind, stiegen in den letzten vier Jahrzehnten um 30 %. Das jüngste Emissions-Wachstum übertrifft dabei die höchsten prognostizierten Emissionsszenarien des IPCC.

### Fluorkohlenwasserstoffe
Während die klassischen Treibhausgase meist als unerwünschte Nebenprodukte entstehen, werden Fluorkohlenwasserstoffe und Fluorchlorkohlenwasserstoffe (FCKWs) zum überwiegenden Teil gezielt produziert und als Treibgas, Kälte- oder Feuerlöschmittel eingesetzt. Zur Reduzierung dieser Stoffe ist daher neben technischen Maßnahmen vor allem die Entwicklung von Ersatzstoffen gefragt. Sie werden heute in ähnlicher Weise verwendet wie früher die seit 1995 nur noch eingeschränkt verwendbaren Fluorchlorkohlenwasserstoffe, die für die Zerstörung der Ozonschicht verantwortlich sind und starke Klimawirksamkeit besitzen. Die fluorierten Kohlenwasserstoffe tragen derzeit etwa 10 % zur Erderwärmung bei. Einige dieser Stoffe sind bis zu 14.800-fach stärker klimawirksam als Kohlenstoffdioxid. Bei einem weiteren Anstieg könnten sie den Treibhauseffekt zusätzlich massiv ankurbeln.
Bei den Fluorkohlenwasserstoffen wird zwischen den teilhalogenierten Fluorkohlenwasserstoffen (H-FKW) und den vollständig halogenierten Fluorkohlenwasserstoffen (FKW) unterschieden. Sind FKWs vollständig fluoriert (also keine Wasserstoffatome mehr enthalten), nennt man diese auch perfluorierte Kohlenwasserstoffe (PFC).
Tetrafluormethan (CF4) in der Atmosphäre ist teilweise natürlichen Ursprungs. Größere Emissionen stammen aus der Primäraluminiumproduktion. Ethan und Propanderivate (C2, C3) der fluorierten Kohlenwasserstoffe werden als Kältemittel eingesetzt. Einige höhermolekulare fluorierte Kohlenwasserstoffe (C6–C8) werden als Reiniger eingesetzt. Weiterhin werden FKWs in der Kunststoff- und Polymerindustrie großtechnisch als Ausgangsmaterialien zur Erzeugung fluorierter Kunststoffe, Öle, Fette, Textilien und anderer Chemikalien eingesetzt (die Herstellung erfolgt oft über eine FCKW-Vorstufe), dienen in der Elektronik- und Bildschirmindustrie als Ätzgas u. v. a. m.
In der europäischen F-Gase-Verordnung (veröffentlicht am 14. Juni 2006, novelliert am 16. April 2014) und der Umsetzung in nationales Recht durch die Chemikalien-Klimaschutzverordnung (ChemKlimaschutzV) sind Maßnahmen zur Reduzierung von Emissionen aus Kälteanlagen getroffen worden. Es handelt sich im Gegensatz zu der FCKW-Halon-Verbots-Verordnung nicht um ein Verwendungsverbot, sondern durch höhere Anforderung an die Ausführung und Wartung von Kälteanlagen sollen die durch Lecks freigesetzten Mengen reduziert werden. Im Zeitraum von 2008 bis 2012 sollen sie um 8 % gegenüber dem Stand von 1990 verringert werden. Zusätzlich ist die Anwendung der fluorierten Treibhausgase für bestimmte Tätigkeiten ab bestimmten Stichtagen (z. B. 4. Juli 2006, 4. Juli 2009, 1. Januar 2015 oder 1. Januar 2020) nicht mehr zulässig. Im Oktober 2016 in Kigali einigten sich die 197 Vertragsstaaten des Montreal-Protokolls, die Emissionen von H-FKWs bis 2047 um 85 % zu reduzieren.
Der Gehalt an Fluorkohlenwasserstoffen in der Erdatmosphäre ist seit 1999 konstant bzw. nimmt sogar teilweise wieder ab.

### Schwefelhexafluorid (SF6) und Stickstofftrifluorid (NF3)
Laut den Studien des Intergovernmental Panel on Climate Change (IPCC) ist Schwefelhexafluorid das stärkste bekannte Treibhausgas. Die mittlere Verweilzeit von SF6 in der Atmosphäre beträgt 3200 Jahre. Seine Treibhauswirkung ist 22.800 mal so groß wie die von Kohlenstoffdioxid (CO2). Aufgrund der sehr geringen Konzentration von SF6 in der Erdatmosphäre (ca. 10 ppt volumenbezogen, was 0,23 ppmV CO2-Äquivalent entspricht) ist sein Einfluss auf die globale Erwärmung jedoch gering.
Schwefelhexafluorid, SF6, wird als Isolationsgas oder Löschgas in Hochspannungsschaltanlagen eingesetzt sowie als Ätzgas in der Halbleiterindustrie verwendet. Bis etwa zum Jahr 2000 wurde es auch als Füllgas für Autoreifen und als Füllgas in Schallschutz-Isolierglasscheiben eingesetzt; die Verwendung von Schwefelhexafluorid als Reifenfüllgas ist seit dem 4. Juli 2007 verboten. Bedeutung hat das Gas auch bei der Herstellung von Magnesium. Es verhindert, dass die heiße Metallschmelze mit der Luft in Berührung kommt. Prozessbedingt entweichen bei dieser Anwendung größere Mengen in die Atmosphäre, daher werden alternative Schutzgase untersucht.
Daneben gibt es noch andere hochwirksame Treibhausgase, wie z. B. Stickstofftrifluorid, dessen Treibhauswirkung 17.200 mal so groß wie die von CO2 ist. Im Jahr 2008 enthielt die Erdatmosphäre 5400 Tonnen Stickstofftrifluorid.

## Weitere zum Treibhauseffekt beitragende Stoffe

### Wasserdampf
Wasserdampf ist das wichtigste Treibhausgas. Sein Beitrag zum natürlichen Treibhauseffekt wird bei klarem Himmel auf etwa 60 % beziffert. Er entstammt überwiegend dem Wasserkreislauf (Ozean – Verdunstung – Niederschlag – Speicherung im Erdreich) plus einem kleinen Anteil aus dem Vulkanismus. Der menschengemachte bodennahe Wasserdampf hat im Vergleich dazu keine Auswirkung auf den Treibhauseffekt.
Der Mensch erhöht aber indirekt den Wasserdampfgehalt in der Atmosphäre, weil durch die globale Erwärmung die Lufttemperatur und damit die Verdunstungsrate steigen. Dabei handelt es sich um den wichtigsten, die globale Erwärmung verstärkenden, Rückkopplungsfaktor.
In der Stratosphäre kommt Wasserdampf nur in Spuren vor; er stammt z. T. vom Flugverkehr und aus der Oxidation von Methan zu CO2 und H2O und trägt zum Treibhauseffekt bei.

### Wasserstoff
Die langfristige Wirkung auf den Treibhauseffekt durch Wasserstoff (H2) ist etwas schwerwiegender als die von CO2. Konkrete Werte der Klimawirksamkeit von Wasserstoff reichen vom 1,9 bis zum 44-fachen von CO2. Wasserstoff absorbiert keine Infrarotstrahlung und ist somit kein direktes Treibhausgas. Wenn Wasserstoff als Gas in die Atmosphäre gelangt, kann es allerdings mit anderen Gasen und Dämpfen reagieren und so deutliche Erwärmungseffekte produzieren.
Laut einer von der britischen Regierung in Auftrag gegebenen Studie erwärmt eine Tonne Wasserstoff die Atmosphäre der Erde über einen Zeitraum von 100 Jahren etwa elf mal so stark wie eine Tonne CO2. Dennoch seien auch in den pessimistischsten Szenarien die Effekte bei industriellen Anwendungen weit weniger gravierend, verglichen mit den Effekten des eingesparten CO2. Aus diesem Grund wird Wasserstoff trotz seiner klimaschädlichen Wirkung nicht in der Liste der Treibhausgase des Pariser Klimaschutzabkommens und den Inventaren der Klimarahmenkonventionen §12 aufgeführt. Wasserstoff wird deshalb auch nicht in den nationalen Klimabilanzen verrechnet.

### Ozon und dessen Vorläufersubstanzen
Ozon ist ebenfalls ein klimarelevantes Gas, dessen Konzentrationen vom Menschen jedoch nicht direkt, sondern nur indirekt beeinflusst werden. Sowohl die stratosphärischen als auch die troposphärischen Ozonkonzentrationen beeinflussen den Strahlungshaushalt der Erde. Ozon ist, im Gegensatz zu bspw. CO2, ein nicht gleichmäßig verteiltes Gas.
Die Ozonschicht befindet sich in der Stratosphäre oberhalb der Tropopause, also in einer Schicht, in der kaum noch Wasser vorkommt. Die Stratosphäre weist durch das Ozon, das die UV-Strahlung aus dem Sonnenlicht absorbiert, einen inversen Temperaturverlauf auf, d. h. die Luft erwärmt sich hier mit zunehmender Höhe. Das unterscheidet sie von den sie einschließenden Luftschichten. Am stärksten ist die Aufheizung im Bereich der Ozonschicht, dort steigt die Temperatur von ca. −60 °C bis auf knapp unter 0 °C an. Wird diese Ozonschicht beschädigt, gelangt mehr energiereiche Ultraviolettstrahlung zur Erdoberfläche.
Die höchste Dichte von Ozon befindet sich in gut 20 bis 30 km Höhe, der höchste Volumenanteil in ca. 40 km Höhe. Alles Ozon, das sich in der Atmosphäre befindet, ergäbe bei Normaldruck eine 3 mm hohe Schicht auf der Erdoberfläche. Zum Vergleich: Die gesamte Luftsäule wäre bei durchgehendem Normaldruck 8 km hoch. Eine Ausdünnung der Ozonschicht, wie sie etwa durch die Emission von FCKWs bewirkt wird (→ Ozonloch), wirkt kühlend auf die Troposphäre.
Daneben gibt es bodennahes Ozon, das mit steigender Konzentration zu einer regionalen Erwärmung bodennaher Luftschichten führt. Bodennahes Ozon wirkt darüber hinaus in höheren Konzentrationen schädlich auf die menschliche Gesundheit und die Pflanzenphysiologie. Seine atmosphärische Verweilzeit liegt bei wenigen Tagen bis Wochen.
Bodennahes Ozon bildet sich aus verschiedenen Vorläufersubstanzen (Stickoxide, Kohlenwasserstoffe wie z. B. Methan, Kohlenstoffmonoxid) unter Sonneneinstrahlung (Sommersmog). Menschliche Emissionen dieser Vorläufersubstanzen wirken somit indirekt auf das Klima. Kohlenstoffmonoxid z. B. stammt sowohl aus mikrobiellen Umsetzungen in Pflanzen, Böden und im Meer, als auch aus der Biomasseverbrennung in Feuerungsstätten (unvollständige Verbrennung) und aus der Industrie.

### Wolken
Wolken, also kondensierter Wasserdampf, sind streng genommen kein Treibhausgas. Sie absorbieren aber ebenfalls Infrarot-Strahlung und verstärken dadurch den Treibhauseffekt. Zugleich reflektieren Wolken auch einen Teil der einfallenden Sonnenenergie und haben somit auch einen kühlenden Effekt. Welcher Effekt lokal überwiegt, hängt von Faktoren wie der Höhe, Tageszeit/Sonnenhöhe und der Dichte der Wolken ab. Global gemittelt wirken Wolken kühlend. Durch die globale Erwärmung nimmt die kühlende Wirkung wahrscheinlich ab, die Erwärmung wird also noch durch diese sogenannte Wolken-Rückkopplung verstärkt.

### Aerosole und Rußpartikel
Aerosole sind feste oder flüssige Teilchen in der Luft. Ihre Verweilzeit in der Atmosphäre beträgt einige Tage bis Wochen, ihre Konzentration ändert sich also rasch, wenn sich ihr Eintrag in die Atmosphäre ändert. Aerosole werden nicht zu den Treibhausgasen gezählt, haben aber ebenfalls Einfluss auf die globalen Temperaturen: Sie wirken direkt durch Absorption und Reflexion von Solarstrahlung und indirekt, indem sie als Kondensationskeime zur Wolkenbildung beitragen und Wolkeneigenschaften ändern, die wiederum das Klima beeinflussen (siehe oben). Je nach Art haben Aerosole unterschiedliche Wirkung: Die meisten Aerosole wirken insgesamt kühlend. Rußpartikel dagegen absorbieren Wärmestrahlung und führen auf hellen Flächen wie Schnee zu einer Absenkung der Albedo und damit zu einer Erwärmung sowie einem beschleunigten Abschmelzen polarer Eisflächen.
Aerosole gelangen auch durch menschliche Aktivität in die Atmosphäre. Insgesamt hat der menschliche Eintrag von Aerosolen in den letzten Jahrzehnten kühlend gewirkt und so den globalen Temperaturanstieg gedämpft – für den Zeitraum 1750–2019 um etwa −0,5 °C. Sulfataerosole aus der Verbrennung von Kohle, Öl und Gas sowie Biomasse hatten mit ca. −0,5 C den größten Anteil daran. Hinzu kamen organischer Kohlenstoff (−0,1 °C), dessen Quelle vorwiegend die Verbrennung von Biomasse und Biokraftstoffen sowie flüchtige organische Verbindungen sind. Ammoniak und Nitrate trugen zu einem kleinen Teil zur Abkühlung bei (insgesamt −0,03 °C). Ruß aus der unvollständigen Verbrennung von Diesel, Kohle und Biomasse wirkte erwärmend, und zwar um ca. +0,1 °C. Die Verringerung des Rußeintrags ist eine wichtige und effektive Klimaschutzmaßnahme, die Erderwärmung kurzfristig zu verzögern.
Die künstliche Einbringung von Aerosolen in die Stratosphäre zur Reflexion von Solarstrahlung und damit zu Kühlung der Erde wird gelegentlich als ein Vorschlag vorgebracht, im Rahmen eines Geoengineering in das Klima einzugreifen und der globalen Erwärmung zu begegnen.

## Wirkung von Treibhausgasen
Die Sonnenstrahlung wird an der Erdoberfläche zu einem großen Teil absorbiert, in Wärme abgewandelt und in Form von Wärmestrahlung wieder abgegeben. Treibhausgase können aufgrund ihrer chemischen Natur in unterschiedlichem Ausmaß die Wärmestrahlung absorbieren und so die Wärme in die Atmosphäre abgeben. Das Treibhauspotenzial eines Gases hängt ganz wesentlich davon ab, inwieweit sein Dipolmoment durch Molekülschwingungen geändert werden kann. Die zweiatomigen Gase Sauerstoff und Stickstoff verändern ihr Dipolmoment durch Molekülschwingungen nicht, sind also transparent für Infrarotstrahlung. Große Moleküle, wie FCKWs, besitzen dagegen sehr viele Schwingungsebenen und damit ein Vielfaches des Treibhauspotentials von beispielsweise CO2.
Die Treibhauswirksamkeit eines Gases, also wie stark die Freisetzung eines Gases zum Treibhauseffekt beitragen kann, hängt im Wesentlichen von drei Faktoren ab: Der pro Zeitspanne freigesetzten Gasmenge (Emissionsrate), den spektroskopischen Eigenschaften des Gases, d. h. wie stark es die Wärmestrahlung in bestimmten Wellenlängenbereichen absorbiert, und seiner Verweilzeit in der Atmosphäre. Die atmosphärische Verweilzeit ist die Zeit, die ein Stoff im Durchschnitt in der Atmosphäre verbleibt, bevor er durch chemische oder andere Prozesse wieder aus ihr entfernt wird. Je länger die Verweilzeit eines Treibhausgases, desto höher ist auch die theoretische Wirkung.
Ein Maß für die Treibhauswirkung eines Gases pro Kilogramm Emissionsmenge ist das Treibhauspotenzial (GWP) in CO2-Äquivalenten, in dem die Absorptionseigenschaften und die Verweilzeit berücksichtigt sind.
Das relative Treibhauspotenzial ist eine auf Kohlenstoffdioxid normierte Größe, mit der die Wirkung eines Treibhausgases mit der äquivalenten Menge Kohlenstoffdioxid verglichen wird. So hat beispielsweise Methan ein relatives Treibhauspotenzial von 25, d. h. 1 kg Methan hat die gleiche Treibhauswirkung wie 25 kg Kohlenstoffdioxid.
Das relative Treibhauspotenzial wird in der Regel auf einen Zeithorizont von 100 Jahren bezogen, das heißt, es wird die über einen Zeitraum von 100 Jahren nach der Emission gemittelte Erwärmungswirkung betrachtet. Bezieht man es auf einen anderen Zeithorizont, verändert sich, entsprechend der atmosphärischen Verweildauer, auch das relative Treibhauspotenzial. Enthält ein Treibhausgas ein oder mehrere Chlor- bzw. Fluoratome, so erhöht sich dessen relatives Treibhauspotenzial aufgrund der hohen chemischen Stabilität deutlich gegenüber Treibhausgasen ohne Halogenatom(e).

## Messungen

### Terrestrische Methoden
Die Abgabe von Treibhausgas aus der Vegetation und von landwirtschaftlichen Feldern kann mit Hilfe der Eddy-Kovarianz-Methode gemessen werden. Das Verfahren beruht auf der Annahme turbulenter Wirbel (engl. eddies) und der Messung vertikaler turbulenter Flüsse. Die Messstationen hierfür werden auch als Eddy-Kovarianz Türme oder Eddy-Flux-Türme bezeichnet.

### Satellitengestützte Messungen
Seit Januar 2009 wird die Konzentration der wichtigsten Treibhausgase auch vom Weltraum aus überwacht. Der japanische Satellit Ibuki (dt. „Atem“) liefert aktuelle Daten zur Verteilung und Konzentration von Kohlenstoffdioxid und Methan auf dem ganzen Globus. Die Klimatologie bekommt dadurch eine bessere Datenbasis für die Berechnung der Erderwärmung. Ibuki umrundet die Erde in 666 Kilometern Höhe 14 Mal täglich in jeweils 100 Minuten und kehrt alle drei Tage an dieselben Stellen zurück. Dadurch kann der Orbiter die Gaskonzentrationen an 56.000 Punkten in einer Höhe von bis zu drei Kilometern über der Erdoberfläche messen.

## Nationale Treibhausgasemissionen und Außenhandel
Importe und Exporte führen dazu, dass in einem Land nicht die gleichen Produkte produziert und verbraucht werden. Die Emissionen können aus zwei grundlegend verschiedenen Perspektiven ermittelt werden, je nachdem, ob man von der Gesamtproduktion oder vom Gesamtkonsum eines Landes ausgehen möchte.
Die Unterschiede können beträchtlich sein. So weist die Schweiz im Jahr 2015 konsumbedingte Emissionen aus, die ca. 2,5 mal höher als die produktionsbedingten sind.

### Produktionsbedingte Emissionen
Produktionsbedingte Emissionen (auch territoriale Emissionen oder Inlandsemissionen) sind alle Emissionen, die auf dem gesamten Territorium eines Landes freigesetzt werden. Auf diese Emissionen kann das Land durch gezielte politische Maßnahmen direkt Einfluss nehmen.
Diese Methodik wird für die Erstellung der nationalen Treibhausgasinventare nach den Anforderungen der Klimarahmenkonvention der Vereinten Nationen genutzt.  Die Emissionen können großenteils über den Verbrauch fossiler Brennstoffe und durch die Berücksichtigung anderer Aktivitäten in Industrie, Landwirtschaft und Abfallwirtschaft berechnet werden.
Die Methode ist gut etabliert, wird aber kritisiert, weil sie verschiedene Aspekte, wie zum Beispiel den Außenhandel, grenzüberschreitenden Verkehr und „Carbon Leakage“ (eine Verlagerung der emissionsintensiven Wirtschaftszweige ins Ausland) nicht befriedigend berücksichtigen kann.

### Konsumbedingte Emissionen
Konsumbedingte Emissionen bezeichnen alle Emissionen, die der Gesamtkonsum eines Landes verursacht. Sie können sowohl im Inland wie auch im Ausland anfallen. Sie berücksichtigen sämtliche Emissionen, die durch importierte Produkte global verursacht werden. Im Gegenzug werden inländische Emissionen der Produktion von exportierten Produkten nicht angerechnet.
Die Ermittlung der konsumbedingten Emissionen ist – verglichen mit den produktionsbedingten – deutlich komplexer. Eine Betrachtung der einzelnen gehandelten Produkte ist nicht praktikabel. Stattdessen werden importierte und exportierte Emissionen über die Input-Output-Analyse anhand nationaler oder internationaler Input-Output-Tabellen annähernd ermittelt.
Die Komplexität der Berechnung, die Menge der benötigten Daten und die Abhängigkeit von ausländischen Daten führt zu erhöhten Unsicherheiten bei den Ergebnissen. Aktuell sind daher konsumbedingte Emissionen nicht für alle Länder und oft nur für einzelne Jahre mit hinreichender Qualität vorhanden.
Für politische Entscheidungen kann der Fokus auf konsumbedingte Emissionen als überlegen betrachtet werden. Global können dadurch „Carbon Leakage“ besser bewertet, die Reduktionsforderungen an Entwicklungsländer angemessen beurteilt, komparative Vorteile im Umweltbereich besser zur Geltung gebracht und die Verbreitung neuer Technologien gefördert werden.
CO2-Bilanzen basieren im Normalfall auf konsumbedingten Emissionen.

## Entwicklung der Emissionen

### Deutschland

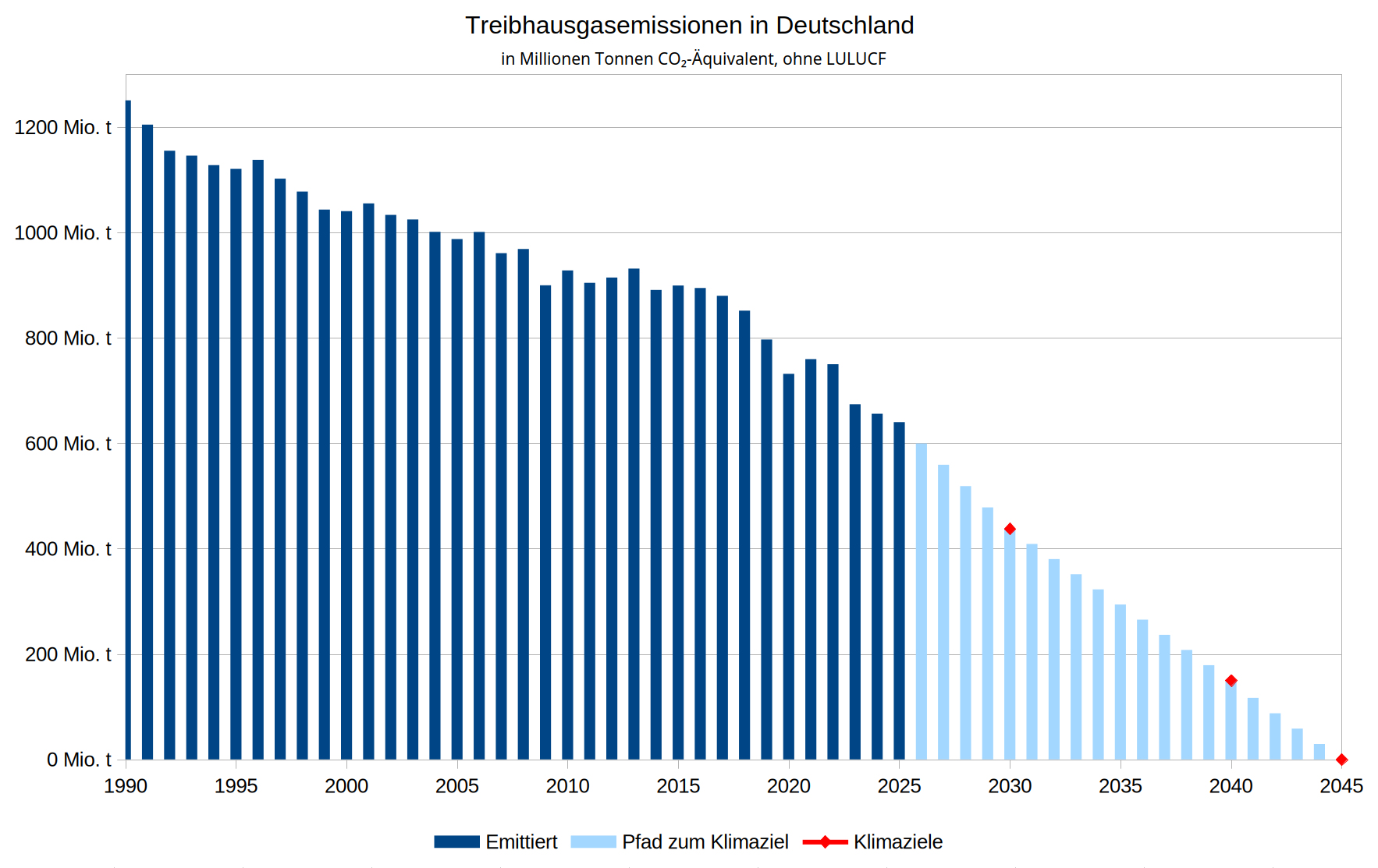
Entwicklung der Treibhausgasemissionen und Klimaziele in Deutschland

Mit dem Kyoto-Protokoll hatte sich Deutschland verpflichtet, seine Treibhausgasemissionen im Durchschnitt der Jahre 2008 bis 2012 um 21 % unter das Niveau von 1990 zu senken. Dieses Ziel wurde mit einer Verringerung um etwa 27 % bis 2011 erreicht.
Für die Zeit bis 2020 hat sich Deutschland das Ziel gesetzt, den Treibhausgas-Ausstoß um 40 % gegenüber 1990 zu senken, bis 2030 um 55 %, bis 2040 um 70 % und bis 2050 um 80 bis 95 %. 2016 hatte die Landwirtschaft 65,2 Mio. Tonnen CO2‐Äquivalent direkt, vor allem durch Tierhaltung und Bodennutzung, verursacht – 7,2 % der Gesamtemission. Der nationale Klimaschutzplan 2050 der Bundesregierung zeigt die erforderlichen Reduktionsschritte der unterschiedlichen Sektoren auf, mit denen die zukünftigen Zielsetzungen erreicht werden sollen.
- Kohlenstoffdioxid: Die Emissionen verringerten sich bis 2016 gegenüber 1990 um 27,6 %. Wichtige Ursachen waren in den 1990er Jahren nach der deutschen Wiedervereinigung Stilllegungen und Modernisierungen in den neuen Bundesländern. Seit den 2000er Jahren trug der Umstieg auf erneuerbare Energieträger wesentlich zu Emissionsminderungen bei. Die CO2-Emissionen schwanken mit dem durch Witterungsverhältnisse ausgelösten Heizbedarf. Höheres Verkehrsaufkommen, vermehrter Export von Kohlestrom und steigende Emissionen aus der Industrie ließen 2014 und 2015 die CO2-Emissionen wieder steigen.[83][84]

- Methan: Die Emissionen sanken zwischen 1990 und 2014 um 53 %. Als Ursache werden der Rückgang der Abfalldeponierung (organische Bestandteile sind eine Hauptquelle der Methanemission), der Rückgang der Steinkohleförderung und kleinere Tierbestände genannt. Im Jahr 2015 stiegen die Rinder- und Schafbestände und mit ihnen die Methanemissionen wieder an.[83]
- Lachgas: Die Emissionen nahmen zwischen 1990 und 2014 um 40 % ab. Wichtige Quellen für Lachgasemissionen sind landwirtschaftlich genutzte Böden, Industrieprozesse und der Verkehr. Im Jahr 2015 stiegen die Lachgas-Emissionen aus der Düngung wieder.[83]
- „F-Gase“: Hier gingen die Emissionen gegenüber 1990 um 14 % zurück. In den Jahren vor 2014 wurde ein leicht steigender Trend verzeichnet, weil sie zunehmend als Ersatzstoffe für die verbotenen FCKW eingesetzt wurden. Zuletzt wurde der Einmaleffekt durch die Einstellung der Produktion von R22 jedoch durch den Anstieg von Kältemitteln und Schwefelhexafluorid aus verbauten Produkten wie Schallschutzfenstern kompensiert.

Entwicklung der Treibhausgasemissionen in Deutschland
| Jahr                           | Emissionen   |
| ------------------------------ | ------------ |
| 1990                           | 1.251 Mio. t |
| 1995                           | 1.121 Mio. t |
| 2000                           | 1.040 Mio. t |
| 2005                           | 988 Mio. t   |
| 2010                           | 928 Mio. t   |
| 2015                           | 899 Mio. t   |
| 2016                           | 895 Mio. t   |
| 2017                           | 880 Mio. t   |
| 2018                           | 852 Mio. t   |
| 2019                           | 797 Mio. t   |
| 2020                           | 732 Mio. t   |
| 2021                           | 760 Mio. t   |
| 2022                           | 750 Mio. t   |
| 2023                           | 674 Mio. t   |
| Quelle: www.umweltbundesamt.de |              |

### Österreich

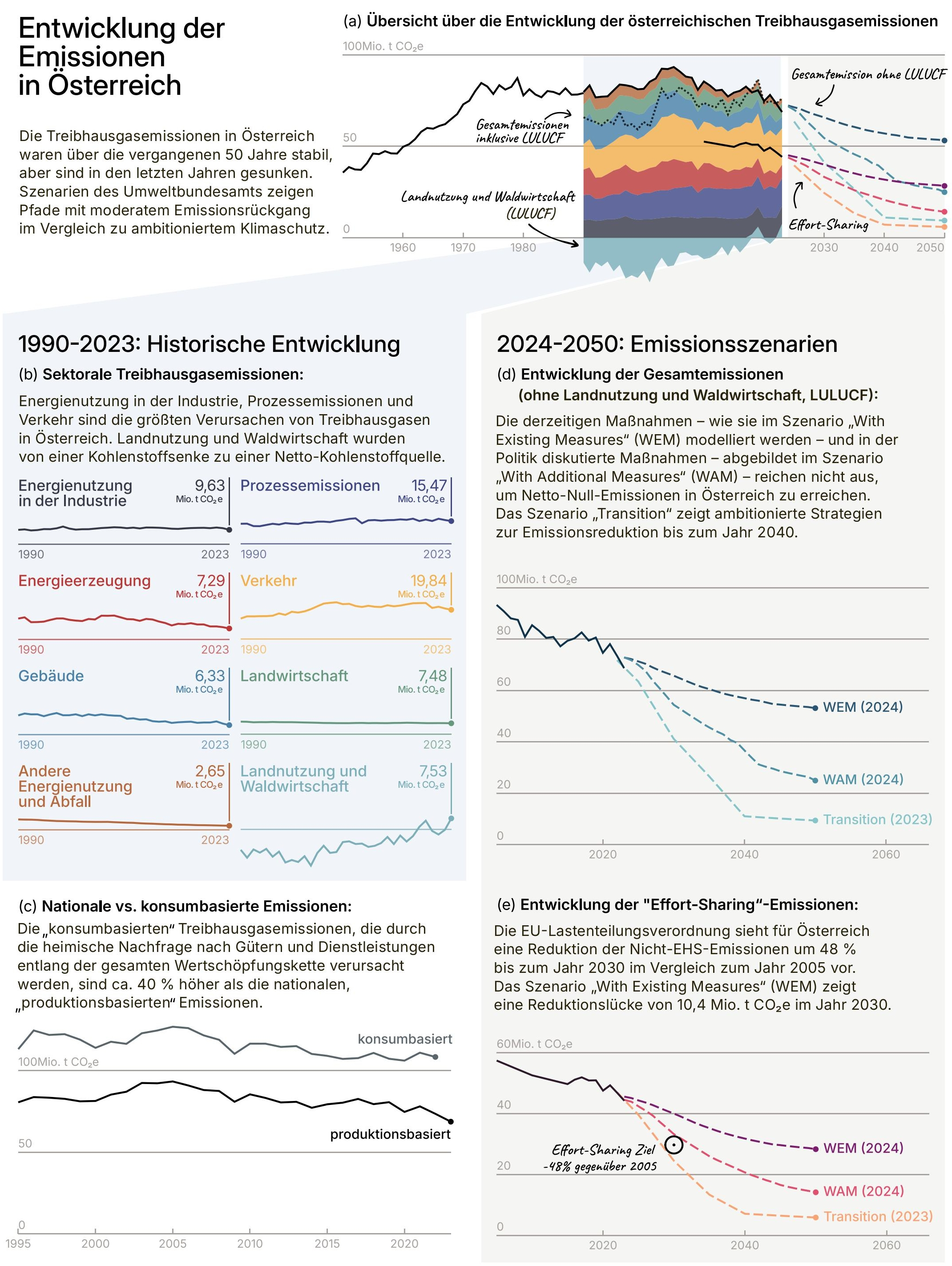
Entwicklung der Treibhausgasemissionen in Österreich (Abbildung SPM.1)

In Österreich hat der Treibhausgas-Ausstoß von 2016 auf 2017 auf 82,3 Millionen Tonnen CO2-Äquivalent zugenommen – ein Plus von 3,3 %.
Die klimaschädlichen Treibhausgas-Emissionen sind laut einer Schätzung des Umweltbundesamtes vom 28. Juli 2019 in Österreich 2018 das erste Mal seit drei Jahren gesunken und zwar um 3,8 % gegenüber 2017. Beim Verkehr haben die Emissionen allerdings zugenommen. Die Senkung der Emissionen ist trotz eines Wirtschaftswachstums von 2,7 % erfolgt. Nach Stand am 28. Juli 2019 wurden in Österreich im Jahr 2018 rund 79,1 Millionen Tonnen Treibhausgase emittiert. Gegenüber 2017 bedeutet das eine Abnahme von 3,2 Millionen Tonnen. Wirtschaftskammer-Präsident Mahrer spricht von einer „Trendwende“. Die am 28. Juli 2019 veröffentlichte Treibhausgas-Schätzung für 2018 ist aus Sicht des WWF Österreich jedoch absolut kein Grund zum Jubeln, sondern sollte ein Weckruf für längst überfällige Maßnahmen sein. Denn der vom Umweltministerium „bejubelte Rückgang“ liege nicht an strukturell wirksamen Maßnahmen, sondern beruhe vor allem auf „der sehr milden Witterung mit weniger Heiztagen sowie Sonderfaktoren wie der Wartung eines VOESTALPINE-Hochofens“. Im Verkehr seien die Emissionen von einem hohen Niveau sogar noch gestiegen.
Beim Verkehr – dem Hauptverursacher von CO2-Emissionen – stiegen die Treibhausgasemissionen im Jahr 2018 an, da der Diesel- und Benzinverbrauch um 0,8 % bzw. 0,2 Millionen Tonnen zugenommen hat. Der Gesamt-Rückgang im Jahr 2018 ist laut Umweltbundesamt in Österreich auf mehrere Einzelfaktoren zurückzuführen: So ist der Verbrauch von Heizöl- und Erdgas (minus 6,7 %) stärker zurückgegangen als die Mineraldüngerverwendung in der Landwirtschaft (minus 1,9 %) und die Anzahl an Rindern (minus 1,6 %).
2022 waren folgende im EU-Emissionshandel registrierten Unternehmen/Anlagen für den Ausstoß der meisten CO2-Äquivalente in Österreich verantwortlich:
1. Voestalpine Stahl Linz: 8 880 770 t CO2e (Stahlproduktion)
2. Hüttenwerk Donawitz: 2 784 609 t CO2e (Stahlproduktion)
3. Raffinerie Schwechat: 2 255 065 t CO2e (Erdölraffinerie)
4. EasyJet Europe: 2 063 094 t CO2e (Fluglinie)
5. Kraftwerk Simmering Block 1+2: 1 296 502 t CO2e (Verbrennung von Brennstoffen)
6. Borealis Agrolinz Melamine Ammoniakanlage: 761 076 t CO2e (Ammoniumproduktion)
7. Austrian Airlines: 758 706 t CO2e (Fluglinie)
8. Kraftwerk Donaustadt: 676 597 t CO2e (Verbrennung von Brennstoffen)
9. Lafarge Perlmooser Mannersdorf: 521 333 t CO2e (Zementproduktion)
10. Fernheizkraftwerk Mellach: 472 542 t CO2e (Verbrennung von Brennstoffen)

Die Treibhausgasemissionen in Österreich sind in den Jahren 2022 und 2023 deutlich gesunken. Diese Entwicklung ist größtenteils auf klimapolitische Maßnahmen sowie auf den Anstieg der Energiepreise in Vorbereitung auf und während des russischen Angriffskriegs gegen die Ukraine zurückzuführen.

### Schweiz
Eine deutliche Steigerung der CO2-Emissionen wurde in der Schweiz ab 1950 festgestellt. Der Verkehr trägt am meisten zum Treibhausgas-Ausstoß bei. Die Treibhausgase, welche die Schweiz im Ausland produziert, werden nicht den Schweizern angerechnet. Würde man diese dazurechnen, würde die Bilanz der Schweiz nicht so gut aussehen. Pro Person hat die Schweiz hinter Luxemburg und Belgien den größten CO2-Fußabdruck in Europa. Weltweit gibt es nur 13 Länder die einen noch höheren CO2-Fußabdruck pro Person haben als die Schweiz. Im Jahr 2016 lag der Anteil der Landwirtschaft an den gesamten anthropogenen Treibhausgasemissionen der Schweiz bei 12,4 Prozent. Die Treibhausgasemissionen in der Schweiz beliefen sich im Jahr 2019 auf 46,2 Millionen Tonnen CO2-Äquivalente. Die Emissionen lagen damit 14 Prozent tiefer als im Basisjahr 1990. Der Bundesrat will bis 2050 eine klimaneutrale Schweiz. Mit der Energiestrategie 2050 sollen u. a. erneuerbare Energien gefördert werden.

### Weltweit

CO_{2}-Emissionen: IPCC-Szenarien und tatsächliche (schwarze Linie)

Bei globaler Betrachtung stiegen die Treibhausgasemissionen zeitweise stärker als dies selbst in den Worst-case-Szenarien des im Jahr 2007 erschienenen Sachstandsbericht des IPCC geschätzt wurde. Zwischen 2009 und 2010 lag der Anstieg der Kohlenstoffemissionen bei 6 %. Dieser außergewöhnlich hohe Anstieg war allerdings im Wesentlichen auf die Wirtschaftskrise 2009 zurückzuführen. In den Jahren von 2014 bis 2016 blieb der CO2-Ausstoß konstant und konnte sich damit erstmals von der wirtschaftlichen Entwicklung entkoppeln. Vorläufige Schätzungen für das Jahr 2017 gingen von einem Anstieg des Kohlenstoffdioxidausstoßes um ca. 1 % gegenüber 2016 aus.
Laut dem Greenhouse Gas Bulletin der Weltorganisation für Meteorologie (WMO) vom Oktober 2021 hat die Menge der Treibhausgase in der Atmosphäre 2020 erneut einen Rekord erreicht, wobei die jährliche Steigerungsrate über dem Durchschnitt der Jahre 2011–2020 liegt. Die Konzentration von Kohlendioxid, dem wichtigsten Treibhausgas, erreichte demnach im Jahr 2020 413,2 Teile pro Million und liege damit bei 149 % des vorindustriellen Niveaus. Die Wirtschaftskrise durch COVID-19 habe demnach keine erkennbaren Auswirkungen auf die atmosphärischen Werte der Treibhausgase und ihre Wachstumsraten, obwohl es einen vorübergehenden Rückgang der neuen Emissionen gegeben habe. 2022 erreichten die weltweiten CO2-Emissionen wiederum einen neuen Höchstwert.
Laut dem Emissions Gap Report 2023 der UNO sind die Treibhausgasemissionen zwischen 2021 und 2022 weltweit um 1,2 Prozent auf einen neuen Rekordwert von 57,4 Milliarden Tonnen gestiegen.